# Cerambyx heinzianus
Cerambyx heinzianus là một loài bọ cánh cứng trong họ Cerambycidae.